# 閻孟華
閻孟華（1899年7月25日—1973年11月27日），名春，字孟華。吉林省永吉縣鄉西區王和尙嶺人。民國37年（1948年）在吉林省選區當選第一屆立法委員

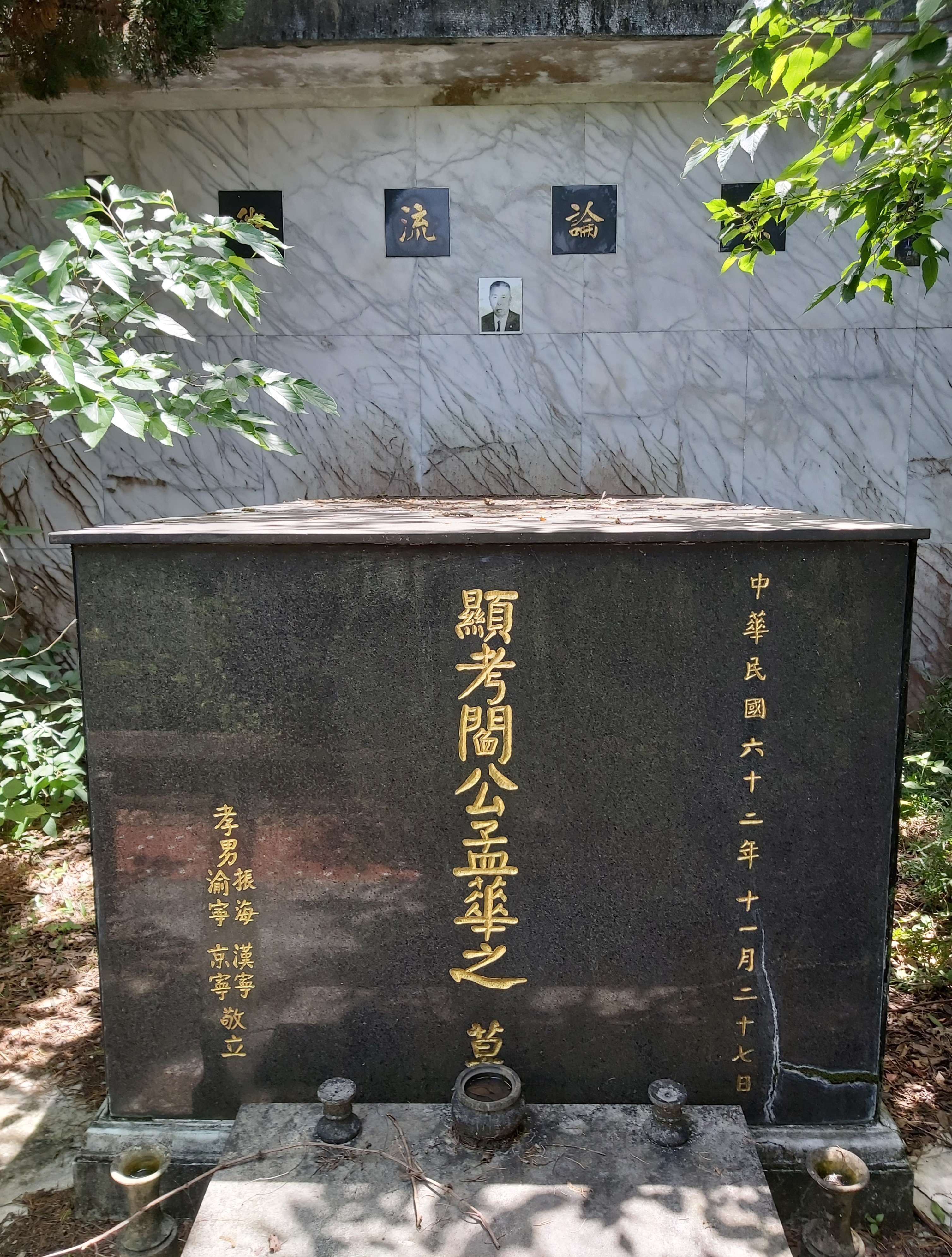
閻孟華墓

## 生平[1][2][3]
- 國立北京法政大學法律系畢業
- 中央訓練團黨政訓練班第一期畢業
- 北平市市立商業學校校長
- 中國國民黨東北黨務辦事處執行委員
- 軍事委員會政治部設計委員、財政部專門委員
- 松江省政府委員兼實業廳廳長兼代財政廳廳長
- 東北農村合作事務局代局長
- 愛國公債籌募委員會秘書長
- 民國62年11月27日病故[4]